# Zespół dworski w Czechach
Zespół dworski w Czechach – zespół dworski znajdujący się w Czechach, w gminie Słomniki, w powiecie krakowskim.
W skład zespołu dworskiego wchodzi: dwór, budynek gospodarczy. Budynek obecnie jest częściowo zrujnowany. Na początku XIX w. właścicielem zostali Leonard i Maria z Lubienieckich Mieroszewscy. W 1920 dwór kupił Edward Kleszczyński herbu Gryf. W okresie II wojny światowej administratorem dworu był prof. Stanisław Lipiński a właścicielką Irena Kleszczyńska z Mieroszewskich. Po 1945 majątek rozparcelowano, a dwór przejęła Rolnicza Spółdzielnia Produkcyjna.
Obiekt został wpisany do rejestru zabytków nieruchomych województwa małopolskiego.